# Мухомор
Мухомо́р (лат. Amaníta) — род микоризообразующих пластинчатых грибов семейства Мухоморовые (Amanitaceae). В некоторых системах этот род относят к семейству Плютеевые (Pluteaceae).

## Названия
Русское, а также характерное для большинства славянских языков название «мухомор» возникло из-за массового использования мухомора красного в бытовой санитарии, в качестве инсектицида против мух. Первоначально оно относилось только к мухомору красному, а позже было распространено на весь род.
Латинское «Amanita» происходит от названия горы Аманос,  которая славилась обилием съедобных грибов Amánit.

## Таксономия
В начале XX века И. Диллениус и Ж. Турнефор использовали название Amanita для всех пластинчатых шляпконожечных грибов, то есть первоначально оно приблизительно соответствовало роду Agaricus Линнея. П. А. Микели в 1729 году заменил его на Fungus, и до XIX века оно редко встречалось в литературе. В 1797 году Х. Персон вновь ввёл название Amanita для всех грибов, имеющих вольву. Э. Фрис сначала признал род Amanita Персона, но затем исключил из него виды с окрашенным споровым порошком. Розе в 1876 году описал род Amanitopsis, который вошёл впоследствии в состав рода Amanita.
В XX веке предпринимались попытки разделить род Amánit на множество более мелких родов, были предложены: Amanitella Earle, 1909, Lepidella E.-J.Gilbert, 1925, Aspidella E.-J.Gilbert, 1940, Ariella E.-J.Gilbert, 1941, Amanitaria E.-J.Gilbert, 1940, Amplariella E.-J.Gilbert, 1940, Amanitina E.-J.Gilbert, 1940. Однако впоследствии от такого разделения отказались.

## Описание
Плодовые тела главным образом крупные, с центральной ножкой, в начале развития полностью заключены в общее покрывало. Тип развития бивелангиокарпный или пилеокарпный.
Шляпка толстомясистая, иногда более тонкая, легко отделяется от ножки. Кожица различных оттенков белого, красного и зелёного цветов, обычно покрыта различными лоскутами или хлопьями, оставшимися от общего покрывала. Край шляпки гладкий или тонкомясистый, рубчатый.
Пластинки свободные или слабо приросшие, белого или слегка желтоватого цвета. Есть пластиночки, часто разной длины.
Ножка цилиндрическая, обычно прямая, часто расширенная в основании.
Мякоть белая, у некоторых видов окрашивается на срезе, с запахом или без.
Остатки покрывал. Вольва может быть свободной или приросшей к основанию ножки, иногда имеет вид хорошо заметных колец. Остатки общего покрывала на шляпке обычно легко отделяются, у некоторых видов приросшие к кожице. Частное покрывало после разрыва остается на ножке в виде кольца, гладкого или неровного и разорванного. У некоторых видов (подрод Поплавок) кольцо отсутствует, но на ножке остаются более или менее крупные чешуи — остатки частного покрывала.
Споровый порошок белый или с лёгким розоватым оттенком.
Споры бесцветные, от округлых до эллипсоидных или цилиндрические, гладкие, двуядерные, содержат флуоресцирующие капли. У видов с гладким краем шляпки споры амилоидные, у видов с рубчатым краем — неамилоидные.
Плевро- и хейлоцистиды обычно отсутствуют, у некоторых видов имеются хейлоцистиды.

## Практическое значение
Большинство мухоморов несъедобно или сильно ядовито, есть опасные, смертельно ядовитые виды (бледная поганка, мухомор вонючий), которые иногда путают со съедобными грибами. Общеизвестный мухомор красный в сыром виде и без должной обработки, кроме средней токсичности, обладает также галлюциногенным действием.
Миколог Михаил Вишневский утверждает, что красный мухомор после двух- или трёхразового отваривания по 20 минут превращается в съедобный и вкусный гриб.
Небольшое число видов съедобно, например, обычный в лесах средней полосы мухомор серо-розовый или цезарский гриб, растущий на средиземноморском побережье и в странах Южной Европы, считающийся деликатесом.

## Систематика и виды
Род Amanita разделяют на ряд более мелких таксонов, существуют различные схемы систематики, известны системы Э. Жильбера (1918 и 1940), Корнера и Баса (1969), Дженкинса (1977 и 1986), Гарсена (1984). Одной из наиболее признанных является система Р. Зингера (1986):
- Подрод Amanita
  - Секция Amanita
  - Секция Caesaria Sing., 1949
- Подрод Lepidella (E.-J.Gilbert) Veselý emend. Corner & Bas, 1962
  - Секция Amidella (E.-J.Gilbert) Konrad & Maubl., 1948
  - Секция Phalloideae (Fr.) Quel., 1872
  - Секция Validae (Fr.) Quel., 1872
  - Секция Lepidella (E.-J.Gilbert) Bas, 1969
    - Подсекция Vittadiniae Bas
    - Подсекция Solitariae Bas
    - Подсекция Lumbatulae Bas
    - Подсекция Gymnopodae Bas
- Подрод Amanitopsis Roze, 1876 nom. cons. — Поплавок

Поплавок имеет неясное положение в систематике. Одни исследователи (С. П. Вассер) выделяют его в самостоятельный род, в некоторых классификациях этот таксон относят в ранге секции (Vaginatae) к подроду Amanita.
| | Amanita franchetii (Amanita aspera)                                                               | Мухомор шероховатый                                                                                            |                        |  |                          |
| | Amanita caesarea                                                                                  | Цезарский гриб, императорский гриб                                                                             |                        |  |                          |
| | Amanita caesareoides                                                                              | Мухомор цезаревидный, цезарский гриб дальневосточный                                                           |                        |  |                          |
| | Amanita ceciliae (Amanita inaurata) (Amanita strangulata)                                         | Поплавок странный, мухомор сицилийский                                                                         |                        |  |                          |
| | Amanita citrina (Amanita bulbosa) (Amanita mappa)                                                 | Мухомор поганковидный, мухомор жёлто-зелёный, мухомор лимонно-жёлтый, мухомор лимонный, жёлтая бледная поганка |                        |  |                          |
| | Amanita echinocephala                                                                             | Мухомор щетинистый, мухомор колючеголовый                                                                      |                        |  |                          |
| | Amanita eliae                                                                                     | Мухомор маслоцветный                                                                                           |                        |  |                          |
| | Amanita excelsa                                                                                   | Мухомор высокий                                                                                                |                        |  |                          |
| | Amanita flavipes                                                                                  | Мухомор желтоножковый                                                                                          |                        |  |                          |
| | Amanita fulva                                                                                     | Поплавок жёлто-коричневый                                                                                      |                        |  |                          |
| | Amanita gemmata (Amanita junquillea)                                                              | Мухомор ярко-жёлтый, мухомор жемчужный, мухомор жёлтый                                                         |                        |  |                          |
| | Amanita muscaria                                                                                  | Мухомор красный                                                                                                |                        |  |                          |
| | Amanita ovoidea                                                                                   | Мухомор яйцевидный                                                                                             |                        |  |                          |
| | Amanita pantherina                                                                                | Мухомор пантерный, мухомор серый                                                                               |                        |  |                          |
| | Amanita phalloides                                                                                | Бледная поганка, мухомор зелёный, мухомор белый                                                                |                        |  |                          |
| | Amanita porphyria                                                                                 | Мухомор серый, мухомор порфировый, мухомор пурпуровый                                                          |                        |  |                          |
| | Amanita regalis (Amanita muscaria var. regalis) (Amanita muscaria var. umbrina) (Amanita umbrina) | Мухомор королевский                                                                                            |                        |  |                          |
| | Amanita rubescens (Amanita rubens)                                                                | Мухомор серо-розовый, мухомор розовый, мухомор краснеющий                                                      |                        |  |                          |
| | Amanita solitaria (Amanita boudieri)                                                              | Мухомор одинокий                                                                                               |                        |  |                          |
| | Amanita spissa (Amanita cinerea) (Amanita ampla)                                                  | Мухомор толстый, мухомор коренастый                                                                            |                        |  |                          |
| | Amanita strobiliformis                                                                            | Мухомор шишковидный                                                                                            |                        |  |                          |
| | Amanita verna                                                                                     | Весенняя поганка, мухомор весенний, мухомор белый                                                              |                        |  |                          |
| | Amanita virosa                                                                                    | Мухомор вонючий, белая поганка, мухомор белый вонючий, мухомор ядовитый, бледная поганка белая                 |                        |  |                          |
| | Amanita vittadinii                                                                                | Мухомор Виттадини                                                                                              |                        |  |                          |
| \| \| отличный съедобный гриб \| \| хороший съедобный гриб \| \| условно-съедобный гриб \| \| \| несъедобный нетоксичный гриб \| \| токсичный гриб \| \| смертельно ядовитый гриб \| |                                                                                                   | |                        |  |                          |
| | отличный съедобный гриб                                                                           | | хороший съедобный гриб |  | условно-съедобный гриб   |
| | несъедобный нетоксичный гриб                                                                      | | токсичный гриб         |  | смертельно ядовитый гриб |